# Луций Карвилий (трибун)
Луций Карвилий (на латински: Lucius Carvilius) е политик на Римската република през 3 век пр.н.е. по времето на Втората пуническа война.
Произлиза от плебейската фамилия Карвилии. През 212 пр.н.е. той е народен трибун заедно с брат си Спурий Карвилий. Те са в опозиция на Марк Постумий Пиргенсис. Консули тази година са Квинт Фулвий Флак и Апий Клавдий Пулхер.